# Aleksandar Đuričić
Aleksandar Đuričić (Požarevac, 1. oktobar 1982) srpski je dramski pisac i književnik.

## Biografija
Završio je osnovnu školu i gimnaziju u Požarevcu kao učenik generacije. Studirao je Elektrotehnički fakultet.
Bavi se pisanjem proze, pozorišnih dela i scenarija od početka svojih studija.

## Dela

### Romani
- Surf na crvenom talasu, 2007.
- Rekvijem za Adama, 2015.
- Čuvarkuće: udovice pisaca, 2017.
- Kaporova školica, 2022.

### Pozorišni komadi
- Ljubim vam dušu, 2003.
- Civilizacija, 2004.
- Marlon Monroe, 2009.
- Novi Vođa, 2023.

### Scenariji
- Letnje večeri, 2004.
- Vonj, 2006.
- Triznakinje, 2007.

### Kratke priče
- Karmina i mesečeva reka, 2010.
- Neprimetno, 2011.
- Leopoldov grad, 2012.
- O toplim večerima, Kradeno vreme na poklon, 2012.
- Viden, 2012.
- Unutrašnji grad, 2012.
- Slučaj udaje Srbijanke Jugović, 2013.
- Želeti biti negde drugde, 2013.
- Hicing, 2013.